# مروه چوبان
مروه چوبان (Merve Çoban؛ زاده ۲۵ ژانویه ۱۹۹۳) یک کاراته‌کای ترک است. وی دارنده دو مدال نقره از مسابقات قهرمانی کاراته اروپا است و در بازی‌های همبستگی اسلامی ۲۰۱۳ که در پالمبانگ، اندونزی برگزار شد، در کومیته ۶۸ کیلوگرم موفق به کسب مدال طلا شد. وی به عنوان نماینده ترکیه در بازی‌های المپیک تابستانی ۲۰۲۰ در کاراته مدال برنز را کسب کرد.
در سال ۲۰۱۵، او در بازی‌های اروپایی ۲۰۱۵ که در باکو، آذربایجان برگزار شد، در کومیته ۶۱ کیلوگرم بانوان مدال نقره را از آن خود کرد. در بازی‌های اروپایی ۲۰۱۹ که در مینسک، بلاروس برگزار شد، او یکی از مدال‌های برنز را در کومیته ۶۱ کیلوگرم بانوان به دست آورد.